# 漢斯·拉德馬赫
漢斯·阿道夫·拉德馬赫（德語：Hans Adolph Rademacher，德語：[ˈʁaːdəmaxɐ]，1892年4月3日—1969年2月7日）是一位德裔美國數學家，因其在數學分析和數論方面的工作而知名。

## 生平
拉德馬赫於1916年在哥廷根大學獲得博士學位，導師是康斯坦丁·卡拉西奧多里。1919年，他成為柏林大學康斯坦丁·卡拉西奧多里的私人講師。1922年，他成為漢堡大學的助理教授，指導像特奧多爾·埃斯特曼這樣的新晉數學家。1933年，由於他公開支持威瑪共和國，他被納粹解除在布雷斯勞大學的職務，並於1934年移民。
離開德國後，他移居至費城，在賓夕法尼亞大學工作，直到1962年退休；1956年至1962年，他在賓夕法尼亞大學擔任Thomas A. Scott數學教授。拉德馬赫有很多知名的學生，包括喬治·安德魯斯、保羅·T·貝特曼、特奧多爾·埃斯特曼和埃米爾·格羅斯瓦爾德。

## 研究工作
拉德馬赫從事解析數論、數學遺傳學、實變函數論和量子理論方面的研究，最值得一提的是他發展了戴德金和的理論。1937年，拉德馬赫發現了分割函數 {\displaystyle P(n)} 的精確收斂數列，即一個數字的整數分割數，改進了斯里尼瓦瑟·拉馬努金的漸進非收斂數列，並驗證拉馬努金關於存在精確數列表示的假設。

## 榮譽
隨著他從賓夕法尼亞大學退休，一群數學家為拉德馬赫講師團提供種子資金，並授予他科學博士的榮譽學位。
拉德馬赫是科普數學書《數學的樂趣》（The Enjoyment of Mathematics）的合著者（與奧托·特普利茨合著），該書於1930年以德語出版，至今仍在印刷。

## 延伸閱讀
- George E. Andrews, David M. Bressoud, L. Alayne Parson (eds.) The Rademacher legacy to mathematics. American Mathematical Society, 1994.
- Lexikon bedeutender Mathematiker. Deutsch, Thun, Frankfurt am Main, ISBN 3-8171-1164-9.
- Tom Apostol: Introduction to Analytical number theory. Springer
- Tom Apostol: Modular functions and Dirichlet Series in Number Theory. Springer
- Berndt, Bruce C.  (PDF). Acta Arithmetica. 1992, 61 (3): 209–231  [2009-02-07]. doi:10.4064/aa-61-3-209-225 . （原始内容存档 (PDF)于2009-02-24）. Obituary and list of publications.

## 外部連結
- 約翰·J·奧康納; 埃德蒙·F·羅伯遜, ,  （英语）
- 漢斯·拉德馬赫在數學譜系計畫的資料。